# Проблем на Уоринг
Проблемът на Уоринг е проблем от адитивната теория на числата поставен през 1770 г. от Едуард Уоринг и решен в общия случай от Давид Хилберт през 1909 г.
Проблемът се състои в доказването на хипотезата, че за всяко естествено число n съществува такова естествено число m, че всяко естествено число може да се представи като сума от най-много m на брой n-ти степени на естествени числа: {\displaystyle x_{1}^{n}+x_{2}^{n}+...+x_{m}^{n}}, {\displaystyle (x_{1},x_{2},...,x_{m}\in \mathbb {N} )}.,
Според други източници, когато поставя проблема, Уоринг прави предположения само за три случая:
- n = 2, m = 4,
- n = 3, m = 9,
- n = 4, m = 19,
- n = 5, m = 37.

С други думи, това означава всяко естествено число да може да се представи като сума на:
- най-много четири втори степени на естествени числа,
- най-много девет трети степени на естествени числа,
- най-много деветнадесет четвърти степени на естествени числа.

Доказателство на първия случай дава Лагранж през 1772 г. (над доказателството работи и Ойлер). Случаите n = 3 и n = 4 доказва Хилберт през 1909 г. в рамките на общото доказателство на проблема. Хилберт дава и груба оценка за m, която впоследствие бива подобрявана от Харди и Литълууд (1928), Виноградов (1934), Линик (1942) и други.
След неговото доказателство обаче остава предизвикателството да се намерят конкретните стойности на m. Така например за n = 5 са правени оценките: m ≤ 192 (Maillet, 1896), m ≤ 59 (Wieferich, 1909), и доказателство: m = 37 (Chen, 1964).